# Robin R 2000
Le Robin R 2000 est un avion léger de la société Avions Pierre Robin devenue APEX Aircraft.

## Description
Le Robin R 2000 est un avion biplace en métal, à ailes basses et à train d'atterrissage tricycle fixe. Il est motorisé par un Lycoming O-235 (R-2100, R-2112, R-2120), un Lycoming O-320 (R-2160) ou un Lycoming AEIO-320 (R-2160i).
Le R 2000 est un dérivé du Robin HR-200. Le premier vol a lieu en 1976.
Les R-2160 Acrobin / Sport / Alpha Sport et R-2160i sont des avions de voltige avec un facteur de charge de +6/-3 G.
Les certificats de type du HR-200 et R 2000 sont vendus à Alpha Aviation (en) de Nouvelle-Zélande en 2004.

## Versions
R-2100 Club
R-2112 Alpha
R-2120 Alpha
R-2160 Acrobin
R-2160 Sport
R-2160 Alpha Sport
R-2160D (pour le marché allemand, moteur limité à 2600 tours par minute pour réduire le bruit)
R-2160i
Construit par Alpha Aviation en Nouvelle-Zélande:
Alpha 120T (R-2120)
Alpha 160A (R-2160)
Alpha 160Ai (R-2160i)